# دهستان ابوالحیات
دهستان ابوالحیات، یکی از دهستان‌های بخش کوهمره شهرستان کوه‌چنار در استان فارس ایران است. مرکز این دهستان، روستای دیکانک است.

## جمعیت
بر پایه سرشماری عمومی نفوس و مسکن در سال ۱۳۹۵، جمعیت دهستان ابوالحیات برابر با ۵٬۷۱۵ نفر بوده است.